# Fernando Arias Ramírez
Fernando Arias Ramírez (Calarcá, Quindío, Colombia, 1908-Calarcá, Colombia, 1974) fue un escritor, periodista y político colombiano, y es, según la crítica, uno de los más importantes autores quindianos de la historia. 
Se desempeñó como parlamentario, fundador-director del periódico El Clarín, publicado en Calarcá, Quindío durante los años 20, diputado por la Asamblea Departamental de Caldas, además de colaborador, columnista y editorialista del diario La Patria de Manizales, Caldas.

## Obras
- 1941 Tierra, colección de cuentos
- 1948 Colombia y su pueblo, ensayo de sociología política
- 1961 Hombres y sombras, cuentos
- 1965 Sangre campesina, novela
- 1967 Colombia, país de América, ensayo de sociología política
- 1972 Visión de dos mundos, testimonios de viaje
- 1974 El Sargento, novela póstuma